# Cyrano de Bergerac (mise en scène de Robert Hossein, 1990)
Pour les articles homonymes, voir Cyrano de Bergerac.
Cyrano de Bergerac est une pièce de théâtre mise en scène par Robert Hossein en 1990 au Théâtre Marigny, d'après la pièce d'Edmond Rostand.

## Fiche technique
- Titre : Cyrano de Bergerac
- Réalisation : Marion Sarraut
- Mise en scène : Robert Hossein
- Texte : Cyrano de Bergerac, pièce d'Edmond Rostand
- Producteur exécutif : Luc Tenard
- Directeurs de production : Claude Albouze et Daniel Szuster
- Directeur de la photographie : Francis Junek
- Décors : Pierre Simonini
- Costumes : Sylvie Poulet
- Montage : Didier Mary
- Durée : 180 minutes

## Distribution
- Jean-Paul Belmondo : Cyrano de Bergerac
- Béatrice Agenin : Roxane
- Pierre Vernier : De Guiche
- Claude Evrard : Raguenaud
- Antoine Nouel : Christian
- Michel Beaune :
- Olivier Proust : Le Bret
- Jean-Pierre Bernard : Carbon de Castel Jaloux